# I liga polska w hokeju na lodzie (1983/1984)
29. sezon I ligi polskiej w hokeju na lodzie rozegrany został na przełomie 1983 i 1984 roku. Był to 48 sezon rozgrywek o Mistrzostwo Polski w hokeju na lodzie. Mistrzem Polski został zespół Polonii Bytom. Był to pierwszy tytuł mistrzowski w historii klubu. 
Nagrodę „Złoty Kija” za sezon otrzymał Jerzy Christ (Polonia Bytom).

## Formuła rozgrywek
W maju 1983 na spotkaniu klubów został opracowany nowy system rozgrywek na sezon 1983/1984, zgodnie z którym po dwóch rundach gry systemem „każdy z każdym” zaplanowano podział na Grupę I tzw. Finałową, złożoną z pierwszych sześciu drużyn w tabeli, oraz Grupę II tzw. Spadkową, w których przewidziano drugą fazę sezonu (dwie rundy w Grupie I i cztery rundy w Grupie II), a następnie w trzeciej części ustalono fazę play-off (po raz pierwszy w historii polskich rozgrywek), do której klasyfikację określono dla zespołów z Grupy I oraz dwóch pierwszych z Grupy II. Dla określenia grup w drugiej fazie sezonu stosowano także nazwy Finał A i Finał B.
Sezon zainaugurowano 21 września 1983. Po I rundzie sezonu zasadniczego prowadziła Polonia bez straty punktu (18 pkt. w 9 meczach). Ta drużyny wygrała 12 pierwszych meczów i poniosła porażkę dopiero w 13. kolejce.
Druga faza z podziałem na ww. grupy została rozpoczęta po tygodniowej przerwie, 23 listopada 1983. Od 27 listopada 1983 trwała dłuższa przerwa w rozgrywkach (trwająca co najmniej do końca kalendarzowego roku), z uwagi na przygotowania reprezentacji Polski do turnieju Zimowych Igrzyskach Olimpijskich 1984.

## Grupa Finałowa
| Lp. | Zespół             | M  | Pkt | W  | R | P  | G+  | G−  | +/− |
| --- | ------------------ | -- | --- | -- | - | -- | --- | --- | --- |
| 1   | Polonia Bytom      | 28 | 47  | 22 | 3 | 3  | 140 | 60  | +80 |
| 2   | Zagłębie Sosnowiec | 28 | 39  | 17 | 5 | 6  | 174 | 75  | +99 |
| 3   | Podhale Nowy Targ  | 28 | 37  | 18 | 1 | 9  | 115 | 82  | +33 |
| 4   | Naprzód Janów      | 28 | 27  | 10 | 7 | 11 | 113 | 114 | -1  |
| 5   | GKS Tychy          | 28 | 27  | 13 | 1 | 14 | 109 | 117 | -8  |
| 6   | ŁKS Łódź           | 28 | 21  | 9  | 3 | 16 | 91  | 122 | -31 |

## Grupa Spadkowa
| Lp. | Zespół              | M  | Pkt | W  | R | P  | G+  | G−  | +/−  |
| --- | ------------------- | -- | --- | -- | - | -- | --- | --- | ---- |
| 7   | GKS Katowice        | 30 | 27  | 13 | 1 | 16 | 122 | 151 | -29  |
| 8   | Unia Oświęcim       | 30 | 26  | 12 | 2 | 16 | 143 | 153 | -10  |
| 9   | Cracovia            | 30 | 24  | 10 | 4 | 16 | 128 | 157 | -29  |
| 10  | Budowlani Bydgoszcz | 30 | 13  | 5  | 3 | 22 | 93  | 197 | -104 |

      = awans do ćwierćfinału

## Play-off

### Ćwierćfinały
- Polonia Bytom – Unia Oświęcim 2-0 (11:0, 6:1)
- Zagłębie Sosnowiec – GKS Katowice 2-0 (6:1, 4:3)
- Podhale Nowy Targ – ŁKS Łódź 2-1 (14:2, 0:3, 16:2)
- Naprzód Janów – GKS Tychy 1-2 (1:5, 5:2, 3:4)

## Półfinały
- Polonia Bytom – GKS Tychy 2-0 (9:2, 7:1)
- Zagłębie Sosnowiec – Podhale Nowy Targ 2-1 (4:8, 7:3, 6:5)

## Mecze o miejsca 5-8
- Naprzód Janów – Unia Oświęcim 2-0 (8:1, 8:5)
- ŁKS Łódź – GKS Katowice 1-2 (3:2, 2:8, 4:3 d.)[8]

### Mecz o 7. miejsce
- ŁKS Łódź – Unia Oświęcim 2-1 (2:6, 7:3, 7:1)

### Mecz o 5. miejsce
- Naprzód Janów – GKS Katowice 2-1 (9:6, 4:6, 5:2)

## Mecz o 3. miejsce
- Podhale Nowy Targ – GKS Tychy 2-0 (5:0, 4:2)

## Finał
- Polonia Bytom – Zagłębie Sosnowiec 2-1 (2:1, 2:3, 7:0)

## Baraż o utrzymanie
- Cracovia – Budowlani Bydgoszcz 2-0 (5:4, 10:4)